# SLC50A1
SLC50A1 (англ. Solute carrier family 50 member 1) – білок, який кодується однойменним геном, розташованим у людей на короткому плечі 1-ї хромосоми.  Довжина поліпептидного ланцюга білка становить 221 амінокислот, а молекулярна маса — 25 030.
| 10         |  | 20         |  | 30         |  | 40         |  | 50         |
| ---------- |  | ---------- |  | ---------- |  | ---------- |  | ---------- |
| MEAGGFLDSL |  | IYGACVVFTL |  | GMFSAGLSDL |  | RHMRMTRSVD |  | NVQFLPFLTT |
| EVNNLGWLSY |  | GALKGDGILI |  | VVNTVGAALQ |  | TLYILAYLHY |  | CPRKRVVLLQ |
| TATLLGVLLL |  | GYGYFWLLVP |  | NPEARLQQLG |  | LFCSVFTISM |  | YLSPLADLAK |
| VIQTKSTQCL |  | SYPLTIATLL |  | TSASWCLYGF |  | RLRDPYIMVS |  | NFPGIVTSFI |
| RFWLFWKYPQ |  | EQDRNYWLLQ |  | T          |  |            |  |            |

A: Аланін

C: Цистеїн

D: Аспарагінова кислота

E: Глутамінова кислота

F: Фенілаланін

G: Гліцин

H: Гістидин

I: Ізолейцин

K: Лізин

L: Лейцин

M: Метіонін

N: Аспарагін

P: Пролін

Q: Глутамін

R: Аргінін

S: Серин

T: Треонін

V: Валін

W: Триптофан

Задіяний у таких біологічних процесах як транспорт, альтернативний сплайсинг. 
Локалізований у клітинній мембрані, мембрані, апараті гольджі.